# Кишинів (муніципій)
Кишинів — адміністративно-територіальна одиниця другого рівня Республіки Молдова. Він включає до свого складу столицю країни, Кишинів, 6 міст та 12 комун у безпосередній близькості міста, загальною площею 572 км².
Державне управління Кишиневом виконують Кишинівська міська рада, міська та сільські ради (комунальні), як представницькі та дорадчі органи влади, та мер муніципалітету (примар), мери міст, сіл (комун).
До складу муніципія Кишинів входять: власне місто Кишинів, 6 навколишніх міст (Синджера, Дурлешти, Ватра (місто), Кодру, Вадул-луй-Воде, Криково) та 25 населених пунктів, об'єднаних в 13 комун (села) (Бечой, Бик, Бреїла, Бубуєч, Будешть, Бунець, Ведулень, Гідігіч, Гоян, Гоянул-Ноу, Гретьєшть, Гулбоака, Гумулешть, Доброджа, Думбрава, Келтуйторі, Колоніца, Кондріца, Крузешть, Ревака, Стеучень, Стрейстень, Тогатін, Трушень, Феурешть, Фрумушика, Чероборта, Чореску).

## Примар
Примар — представницька та виконавча посада муніципальної ради, що обирається загальним, рівним, прямим, таємним та вільним голосуванням. Він також є головою муніципальної державної адміністрації. Може брати участь у засіданнях муніципальної ради та має право вирішувати всі питання, що підлягають дебатам.

## Претор
Претор — це особа, призначена на посаду примаром. Він є представником примара (генерального мера) у кожному секторі та керується у своїй діяльності чинним законодавством, положеннями генерального мера та регламентом. Претору допомагають віце-претори, які призначаються на посаду та звільняються з посади примаром за пропозицією претора.